# Objective-C
Objective-C je refleksivni objektno usmerjeni programski jezik, ki k C dodaja pošiljanje sporočil v slogu jezika Smalltalk.
Danes se večinoma uporablja v Appleovih operacijskih sistemih Mac OS X in iOS, okoljih, ki temeljita na standardu OpenStep, čeprav nista skladna z njim.
1. ↑  »Runtime Versions and Platforms«. Developer.apple.com. Arhivirano iz spletišča dne 20. julija 2016. Pridobljeno 24. decembra 2017.
2. ↑  Lattner, Chris (3. junij 2014). »Chris Lattner's Homepage«. Chris Lattner. Arhivirano iz spletišča dne 4. junija 2014. Pridobljeno 3. junija 2014. The Swift language is the product of tireless effort from a team of language experts, documentation gurus, compiler optimization ninjas, and an incredibly important internal dogfooding group who provided feedback to help refine and battle-test ideas. Of course, it also greatly benefited from the experiences hard-won by many other languages in the field, drawing ideas from Objective-C, Rust, Haskell, Ruby, Python, C#, CLU, and far too many others to list.